# كلاتة كربلايي غلام (درميان)
کلاتة کربلایي غلام (بالفارسية: کلاته کربلایی غلام) هي مستوطنة تقع في إيران في قسم درمیان الريفي.